# 栗山聡
栗山 聡（くりやま さとし、1974年6月15日 - ）は、新潟県新発田市出身の元プロ野球選手（投手）。

## 来歴・人物
小学4年の時に野球を始める。新発田中央高等学校3年の夏は県大会3回戦で敗退。
東京農業大学生物産業学部へ進むと3年春にチーム初の大学選手権出場を果たす。秋はMVP、最優秀投手。4年春も5連続完封で2年連続出場に貢献、リーグ通算15勝。1996年のドラフト5位でオリックス・ブルーウェーブに入団。チームから初のプロ入りとなった。
1998年にプロ初先発で初勝利を挙げたが結果的にこれがプロでの唯一の勝利となる。
2000年には交流戦導入前としては珍しく、パ・リーグの投手である松坂大輔に2点適時打を打たれた。
翌年の2001年は一軍登板がなくオフに戦力外通告を受けた。
テストを経て2002年に中日ドラゴンズへ移籍。2003年には1軍登板がなく自由契約となり、現役を引退しオリックスの打撃投手に転身した。
しかし、翌年に監督に就任した伊原春樹からチームに速球派の投手が少ないという理由で現役復帰の打診を受け、シーズン途中に改めて支配下契約を結び現役復帰。自己最多の28試合に登板するも、「ブルーウェーブ」最後の年となった同年オフに改めて自由契約となり、社会人野球の松下電器に移籍した。2005年は都市対抗野球でNOMOベースボールクラブの補強選手となったが登板はなかった。
2006年限りで引退。

## 詳細情報

### 年度別投手成績
| 年 度     | 球 団      | 登 板 | 先 発 | 完 投 | 完 封 | 無 四 球 | 勝 利 | 敗 戦 | セ 丨 ブ | ホ 丨 ル ド | 勝 率 | 打 者 | 投 球 回 | 被 安 打 | 被 本 塁 打 | 与 四 球 | 敬 遠 | 与 死 球 | 奪 三 振 | 暴 投 | ボ 丨 ク | 失 点 | 自 責 点 | 防 御 率 | W H I P |
| --------- | ---------- | ----- | ----- | ----- | ----- | -------- | ----- | ----- | -------- | ----------- | ----- | ----- | -------- | -------- | ----------- | -------- | ----- | -------- | -------- | ----- | -------- | ----- | -------- | -------- | ------- |
| 1998      | オリックス | 5     | 3     | 0     | 0     | 0        | 1     | 1     | 0        | --          | .500  | 67    | 16.1     | 12       | 3           | 9        | 0     | 0        | 11       | 0     | 0        | 7     | 7        | 3.86     | 1.29    |
| 1999      | オリックス | 3     | 2     | 0     | 0     | 0        | 0     | 1     | 0        | --          | .000  | 36    | 6.0      | 11       | 2           | 7        | 0     | 0        | 1        | 1     | 0        | 7     | 7        | 10.50    | 3.00    |
| 2000      | オリックス | 16    | 1     | 0     | 0     | 0        | 0     | 1     | 0        | --          | .000  | 108   | 20.2     | 37       | 6           | 11       | 1     | 0        | 13       | 5     | 0        | 22    | 21       | 9.15     | 2.32    |
| 2002      | 中日       | 4     | 0     | 0     | 0     | 0        | 0     | 0     | 0        | --          | ----  | 29    | 5.1      | 7        | 0           | 6        | 1     | 0        | 4        | 0     | 0        | 5     | 4        | 6.75     | 2.44    |
| 2004      | オリックス | 28    | 0     | 0     | 0     | 0        | 0     | 1     | 0        | --          | .000  | 142   | 32.1     | 26       | 2           | 21       | 1     | 0        | 25       | 3     | 0        | 18    | 17       | 4.73     | 1.45    |
| 通算：5年 | 通算：5年  | 56    | 6     | 0     | 0     | 0        | 1     | 4     | 0        | --          | .200  | 382   | 80.2     | 93       | 13          | 54       | 3     | 0        | 54       | 9     | 0        | 59    | 56       | 6.25     | 1.82    |

### 記録
- 初登板・初先発・初勝利：1998年6月21日、対西武ライオンズ12回戦（ナゴヤドーム）、5回無失点
- 初奪三振：同上、1回表に松井稼頭央から

### 背番号
- 61 （1997年 - 2001年）
- 0 （2002年 - 2003年）
- 101 （2004年打撃投手時代）
- 66 （2004年現役復帰後）